# 157693 Amandamarty
157693 Amandamarty è un asteroide della fascia principale. Scoperto nel 2006, presenta un'orbita caratterizzata da un semiasse maggiore pari a 2,7078275 UA e da un'eccentricità di 0,1384232, inclinata di 7,64525° rispetto all'eclittica.
L'asteroide è dedicato ai geologi australiani Amanda Nicole Zawada e Martin Peter Mackinlay.